# چشم دلفین
چشم دلفین (به انگلیسی: Eye of the Dolphin) یک فیلم درام مستقل، محصول سال ۲۰۰۶ آمریکا به کارگردانی مایکل دی. سلرز است.

در سال ۲۰۱۰ دنباله ی این فیلم، به نام زیر رنگ آبی منتشر شد.

## بازیگران
- کارلی شرودر در نقش آلیسا
- آدریان دونبار در نقش دکتر جیمز هاوک
- جورج هریس در نقش دنیل
- کریستین آدامز در نقش تامیکا
- کاترین راس در نقش لوسی
- جین لینچ در نقش گلینتون
- آندریا بوون در نقش کندس